# Veniamin Mandrykin
Veniamin Anatol'evič Mandrykin (in russo Вениамин Анатольевич Мандрыкин?; Orenburg, 30 agosto 1981 – Mosca, 6 agosto 2023) è stato un calciatore russo, di ruolo portiere.

## Carriera

### Club
Ha esordito in massima serie russa nel 1998 con la maglia dell'Alania; dopo quattro stagioni con i siberiani nel corso del 2001 passa alla CSKA Mosca. Con i moscoviti, in quasi 7 anni (trascorsi in parte anche nella formazione riserve) conquistò tre campionati, tre coppe nazionali e altrettante supercoppe russe. Conquistò anche una Coppa UEFA, anche se di fatto non scese mai in capo, scavalcato nelle gerarchie da Igor' Akinfeev.
Trovò nuovo spazio nel Tom Tomsk e nel Rostov, nelle stagioni successive; nel 2010 scese per la prima volte in seconda serie giocando con la Dinamo Brjansk; nello stesso anno chiuse la carriera tra le riserve dello Spartak Nal'čik, tra i dilettanti.

### Nazionale
Ha collezionato due presenze con la propria Nazionale: esordì nella gara contro Cipro valida per il torneo Internazionale di Cipro, entrando ad inizio ripresa al posto di Valerij Čižov. Due mesi più tardi fu titolare nella gara contro la Georgia valida per le Qualificazioni al campionato europeo di calcio 2004.

## Statistiche

### Cronologia presenze e reti in Nazionale
| Cronologia completa delle presenze e delle reti in nazionale ― Russia | Cronologia completa delle presenze e delle reti in nazionale ― Russia | Cronologia completa delle presenze e delle reti in nazionale ― Russia | Cronologia completa delle presenze e delle reti in nazionale ― Russia | Cronologia completa delle presenze e delle reti in nazionale ― Russia | Cronologia completa delle presenze e delle reti in nazionale ― Russia | Cronologia completa delle presenze e delle reti in nazionale ― Russia | Cronologia completa delle presenze e delle reti in nazionale ― Russia |
| Data                                                                  | Città                                                                 | In casa                                                               | Risultato                                                             | Ospiti                                                                | Competizione                                                          | Reti                                                                  | Note                                                                  |
| --------------------------------------------------------------------- | --------------------------------------------------------------------- | --------------------------------------------------------------------- | --------------------------------------------------------------------- | --------------------------------------------------------------------- | --------------------------------------------------------------------- | --------------------------------------------------------------------- | --------------------------------------------------------------------- |
| 12-2-2003                                                             | Limassol                                                              | Cipro                                                                 | 0 – 1                                                                 | Russia                                                                | Cyprus International Tournament 2003                                  | -                                                                     | 46’                                                                   |
| 30-4-2003                                                             | Tbilisi                                                               | Georgia                                                               | 1 – 0                                                                 | Russia                                                                | Qual. Euro 2004                                                       | -1                                                                    |                                                                       |
| Totale                                                                |                                                                       | Presenze                                                              | 2                                                                     |                                                                       | Reti                                                                  | -1                                                                    |                                                                       |

## Palmarès

### Club
- Campionato russo: 3

CSKA Mosca: 2003, 2005, 2006
- Coppa di Russia: 3

CSKA Mosca: 2001-2002, 2004-2005, 2005-2006,
- Supercoppa di Russia: 5

CSKA Mosca: 2004, 2006, 2007

### Competizioni internazionali
- Coppa UEFA: 1

CSKA Mosca: 2004-2005